# 古田信幸
古田 信幸（ふるた のぶゆき、1958年4月4日 - 2017年8月29日）は、日本の男性声優、リングアナウンサー。神奈川県出身。ケンユウオフィス最終所属。

## 略歴
文学座を経て、当初は堀内賢雄と共に、たてかべ和也が代表を務めていたオフィス央に所属しており、1984年にはオフィス央と合併したぷろだくしょんバオバブに共に移籍した。2003年4月1日からはケンユウオフィスに所属していた。
1988年、第2次UWFのリングアナウンサーに起用された縁で以降、「リングス」、「ZST」、「HERO'S」、「ビッグマウス・ラウド」と、主に前田日明が関係する団体・興行でリングアナウンサーを歴任。ファーストネームを張り上げてコールする独特のスタイルで人気を得た。
talk back養成所の校長を務めていた。その頃の教え子に戸田めぐみがいる。
2017年（平成29年）8月29日午後8時10分、気管支動脈瘤破裂のため川崎市宮前区の病院で死去した。59歳没。

## 人物
声種はバリトン。渋い美声が魅力。
吹き替えでは主にグレッグ・グランバーグを多く担当していた。
趣味はサッカー。特技は野球、剣道、歌。

## 後任
古田の死後、持ち役を引き継いだ人物は以下のとおり。
| 後任     | キャラクター名         | 概要作品           | 後任の初担当作品                           |
| -------- | ---------------------- | ------------------ | ------------------------------------------ |
| 三宅健太 | デューター・ミューラー | 『新キャプテン翼』 | 『キャプテン翼〜たたかえドリームチーム〜』 |

## 出演
太字はメインキャラクター。

### テレビアニメ
1982年
- 逆転イッパツマン（屯田営業部員、退治人）
- スペースコブラ（1982年 - 1983年）
- ダッシュ勝平（岡島）
- ときめきトゥナイト（レフェリー）
- 魔法のプリンセス ミンキーモモ（通信兵）

1983年
- 伊賀野カバ丸（男生徒A）
- キャッツ♥アイ
- 超時空世紀オーガス（副長）
- みゆき（1983年 - 1984年、警官、ケーキ屋、サッカー部員、消防官、生徒B、生徒D、男子生徒、若者）
- 未来警察ウラシマン（男、アナウンサー、警官B）

1984年
- 銀河漂流バイファム（兵士、シド・ミューラァ）
- ゴッドマジンガー（ノロー）
- 星銃士ビスマルク（1984年 - 1985年、バルボーニ〈2代目〉 他）
- 超力ロボ ガラット（1984年 - 1985年、キラー、男A）
- 魔法の妖精ペルシャ（所員）
- 名探偵ホームズ（1984年 - 1985年、警官A、船員、馭者、作業員、警官B、コラン、警官、牧場主）
- ルパン三世 PARTIII（1984年 - 1985年）

1985年
- タッチ（選手A、工藤）
- 超獣機神ダンクーガ（隊長、所長、軍人A、ヘカテ、チャーリー）
- 忍者戦士飛影（秘書官、メカマン）

1986年
- サンゴ礁伝説 青い海のエルフィ（兵士）
- 光の伝説（東田）
- マシンロボ クロノスの大逆襲（シャトルロボ、タフトレーラー〈2代目〉、ヘリタンサー）
- めぞん一刻（肉屋 他）

1987年
- 愛の若草物語（町の通信士）
- 赤い光弾ジリオン（ガードック、ナバロ 他）
- 宇宙船サジタリウス（村人B、労働者、男、係員、兵士、将校）
- 機甲戦記ドラグナー（オペレーター、ウォーリー、パイロット、副官）
- Bugってハニー
- マシンロボ ぶっちぎりバトルハッカーズ（ガルザック、F-1ジャック、ロータリーキッド、トラックウィナー、イーグルウィナー、ケンポーロボ、F-15イーグル、ジェッターロボ、トラックレーサーロボ、ジープロボ、ヘッダー、ファントム、ホットロッドジョー）
- マンガ日本経済入門（上田の兄、ファンドマネージャーA）

1988年
- がんばれ!盲導犬サーブ（亀山道夫）
- 超音戦士ボーグマン（ダキニー、支配人）
- トッポ・ジージョ（ブラッキオ）- 2シリーズ
- 燃える!お兄さん（スマッシュ）
- ミスター味っ子（1988年 - 1989年、幹事B、常連客A、部下B、医者、手下A、男C）

1989年
- アイドル伝説えり子（岡部、諏訪、高梨、ヒデアキ）
- 青いブリンク（1989年 - 1990年、盗賊C、係員、男A、バーテン、占い師B、商店の人、メンバー、兵士A、兵士）
- 機動警察パトレイバー（幹部B、社員）
- ジャングル大帝
- ジャングルブック・少年モーグリ（1989年 - 1990年、オオカミB、オオカミ、オオカミA、村人A、雄オオカミ）
- 天空戦記シュラト（鳩摩羅天ダーラ、アナウンス）

1990年
- アイドル天使ようこそようこ（石井、梨基）
- NG騎士ラムネ&40（デクノボー、ケンタウルス、コテツーン）
- からくり剣豪伝ムサシロード（1990年 - 1991年、吉岡道場の門弟、吉岡道場の門下生、忍者、首領、門番、役人、ゼニガタン〈2代目〉）
- たいむとらぶるトンデケマン!（インディアンA、サンダ、ガンマンB、盗賊A）
- ふしぎの海のナディア（1990年 - 1991年、ネオアトラン兵士、ネオアトラン研究員、ノーチラス号の乗組員、ネオアトラン幹部、ネオアトラン部下、サーカス飼育係）
- まじかるハット（王子、一丁目の悪ガキ）
- 魔法のエンジェルスイートミント（ガーフ、アナウンサー、ガードマン、漁師C）

1991年
- 魔法のプリンセス ミンキーモモ（1991年 - 1992年、アナA、男C、ギャングB、店員、メアリーの父、角川、ドラキュラ）

1992年
- あしたへフリーキック（1992年 - 1993年、カルロス・ロペス）
- 超電動ロボ 鉄人28号FX（アシモフ）
- 花の魔法使いマリーベル（ホッグ）
- 見ると強くなる 痛快!横綱アニメ ああ播磨灘（立山、紀州灘、安芸ノ国、鳳親方 他）
- 横山光輝 三国志

1993年
- コボちゃん
- 勇者特急マイトガイン（賞金稼ぎ）
- 幽☆遊☆白書（1993年 - 1994年、左京）

1994年
- きょうふのキョーちゃん（アナウンサー）
- 白雪姫の伝説（ウッディー）
- 覇王大系リューナイト（隊長、フレッグ）
- ヤマトタケル（アモン）

1995年
- H2（根岸）
- オズ・キッズ（ゼブ、トミー、ジャックの父）
- 恐竜冒険記ジュラトリッパー（番兵）
- バーチャファイター（リングアナ）
- ふしぎ遊戯（1995年 - 1996年、高官B、友人、山賊、先生、老高官）

1996年
- B'T-X（兵士）
- いじわるばあさん（ゲン一郎、男）

1997年
- 家なき子レミ（神父）
- 中華一番!（タン）
- マッハGoGoGo（黒の6号、支部長、兵士）

1998年
- 超魔神英雄伝ワタル（心星人）
- 突撃!パッパラ隊（1998年 - 1999年、宮本幸弘 / しっとマスク）
- MASTERキートン（男A）

1999年
- 名探偵コナン（1999年 - 2004年、武田龍二、鑑識）

2000年
- ニャニがニャンだー ニャンダーかめん（2000年 - 2001年、ガオン 他）

2001年
- シャーマンキング（オジー）
- はじめの一歩（レフェリー）

2002年
- 十二国記（清秀の父）

2003年
- GAD GUARD（親父）
- ガングレイヴ（ディード、Dr.トキオカ（青年）、デカルト手下B、リーダー格の男）
- 最遊記RELOAD（紫苑の父）
- 鋼の錬金術師（レマック）
- 人間交差点（板前）

2004年
- サムライチャンプルー（喜三郎）
- 妄想代理人
- MONSTER（2004年 - 2005年、男、ラウファー）

2005年
- おくさまは女子高生（医者）

2007年
- 古代王者 恐竜キング Dキッズ・アドベンチャー（タージム）
- 蒼天の拳（熊笹徳三郎 / 部下1、上海市民4）
- レ・ミゼラブル 少女コゼット（店主）

2008年
- 狼と香辛料（主人）
- ケロロ軍曹（解説）
- 魍魎の匣（中村清二）

2009年
- ゴルゴ13（ウルフ）
- NARUTO -ナルト- 疾風伝（風魔の忍）
- はじめの一歩 New Challenger（OPBFリングアナ）

### 劇場アニメ
1984年
- 冒険者たち ガンバと7匹のなかま

1986年
- 天空の城ラピュタ
- 扉を開けて（村人）

1989年
- ザ・ボーグマン ラストバトル（ガープ）

1990年
- 愛と剣のキャメロット まんが家マリナ タイムスリップ事件（秘書A）

1991年
- ふしぎの海のナディア 劇場用オリジナル版（新聞記者）

1997年
- 幕末のスパシーボ（森山栄之助）

2000年
- 機動戦士ガンダムIII めぐりあい宇宙編 特別版（士官）

2003年
- 東京ゴッドファーザーズ

### OVA
1984年
- 銀河漂流バイファム 集まった13人（シド・ミューラァ）

1985年
- 銀河漂流バイファム “ケイトの記憶” 涙の奪回作戦!!（シド・ミューラー）
- 魔法の天使クリィミーマミ ロング・グッドバイ（記者B）

1987年
- ダーティペア（ディーラー）

1988年
- アップルシード（ガイアの係員）
- 学園便利屋シリーズ アンティーク・ハート（部員A）
- 傷追い人（ファミリー1）
- トップをねらえ!（水兵）

1989年
- 青き炎（坂巻）
- おがみ松吾郎
- 寒月一凍悪霊斬り（供侍）
- 機動戦士ガンダム0080 ポケットの中の戦争（ルーゲンス）
- きまぐれオレンジ☆ロード（マネージャー）
- 笑劇 新選組
- 麻雀飛翔伝 哭きの竜（手下B、子分）
- 力王 RIKI-OH 等括地獄

1990年
- 男樹（飯島）
- 新キャプテン翼（デューター・ミューラー）
- 風魔の小次郎（邪火麗）
- 魔物ハンター妖子2（服部）
- 力王 RIKI-OH VIOLENCE2 滅びの子（係員(B)）

1991年
- NG騎士ラムネ&40 EX ビクビクトライアングル 愛の嵐大作戦（隅沢専務〈初代〉）
- 銀河英雄伝説（シムズ）
- ドラゴンナイト（ミノタウロス）
- 魔獣戦士ルナ・ヴァルガー（ギルス）
- 遊人ブランド（仲代）

1992年
- ガイ SECOND TARGET 黄金の女神編（隊長）
- 新・超幕末少年世紀タカマル（グレート大和田）
- 絶愛-1989-
- 宝島メモリアル「夕凪と呼ばれた男」（男D）
- 超時空要塞マクロスII -LOVERS AGAIN-
- 電影少女 -VIDEO GIRL AI-（男A）
- ドン 極道水滸伝（平吉）
- ドン 極道水滸伝 怒濤編（平吉）
- 続なにわ遊侠伝（黒田）
- 万能文化猫娘（伸一）
- HUMANE SOCIETY 〜人類愛に満ちた社会〜（エンジェル隊員）

1993年
- アル・カラルの遺産（ジム）
- NG騎士ラムネ&40 DX ワクワク時空 炎の大捜査線（バンディ）
- BADBOYS（中村寿雄〈初代〉）

1994年
- Compiler（ディレクトリ）
- 覇王大系リューナイト アデュー・レジェンド（盗賊の頭）
- BADBOYS2

1995年
- スライム冒険記（アーク）

1996年
- おじいちゃんのトマト（宮田先生）
- 闘神伝（団長）
- 特攻服凶走曲（香川修）
- LEVEL-C（カメラマン）

1997年
- ソリトンの悪魔（キット）
- B'T-X NEO（兵士A）

2008年
- 機動戦士ガンダム MS IGLOO 2 重力戦線（連邦軍特技兵）

### ゲーム
1992年
- 銀河お嬢様伝説ユナ（1992年 - 1998年、右丞相・鏡明） - 6作品

1993年
- 聖魔伝説3×3EYES（ガルガ）

1995年
- 天外魔境 電脳絡繰格闘伝（ナレーション）
- 鬼神童子ZENKI FX 金剛焱闘（輟変礫）

1997年
- 黒の剣-Blade of the Darkness-（ゴードン）
- なつきクライシスバトル（柳澤）

1998年
- サンパギータ（組員3）
- スーパーアドベンチャーロックマン

2000年
- 仮面ライダーV3（ライダーマン）

2002年
- スター・ウォーズ ローグ スコードロン II（スレイブ）
- ブレイブナイト 〜リーヴェラント英雄伝〜（ガストン＝アールグレイ、ダグラス＝バウアー）

2004年
- 007 エブリシング オア ナッシング（サッフォー）※PlayStation 2版、ニンテンドー ゲームキューブ版

2005年
- 家族計画 〜心の絆〜（ウェルカム）
- テイルズ オブ コモンズ（ヤルトウェイ）
- 龍が如く

2006年
- キャプテン翼（ミューラー）※PlayStation 2版

2007年
- ワイルドアームズ クロスファイア（アイゼン）

### ドラマCD
- ヴァイスクロイツ Dramatic Precious 2nd STAGE TEARLESS DOLLS（弟子B）
- 英雄伝説III 〜白き魔女〜（モリスン）
- 学校怪談（塚原護郎）
- ストリートファイターZERO 外伝 〜春麗旅立ちの章〜（アナウンサー、弟子1、売人5、組織の男6）
- 覇王大系リューナイト CDシネマ1「ブラボー砦の決闘」（マーチン軍曹）
- ファサード1 その瞳なす空色の（ファサード）
- ファサード2 水月-喪いの響-（ファサード）
- FIGHT!! ドラマアルバム（幹部）
- ふしぎ遊戯 神座宝死守篇（尾宿、酔客）
- CDブック ろくでなしBLUES（浜田）

### BLCD
- 愛できつく縛りたい〜恋より激しく〜（守川邦彦）
- 愛は薔薇色のキス（草刈）
- 王朝夏曙ロマンセ（藤原良門）
- くびすじにkiss 〜香港夜曲〜（フィリップ）
- 極妻のススメ（鷲尾）
- 幸せにしてあげます〜みどりさんを探せ!〜（みどりさん）
- 小児科病棟へいらっしゃい（雪の父）
- 月と砂漠の眠る夜（ハムダーン）
- 罪シリーズ1 罪な約束（金岡課長）
- 罪シリーズ4 罪な宿命（金岡課長）
- 罪シリーズ5 罪な復讐（金岡課長）
- ニュースセンターの恋人（簑面、村人）
- 薔薇の砂漠（東生正治）

### カセット文庫
- 青の騎士ベルゼルガ物語 2（ミーマ・センクァター）
- NG騎士ラムネ&40 2 キングオブキングス熱血スペシャル（ブラントン）
- 無責任艦長タイラー（アンドレセン）

### ラジオドラマ
- 熱血電波倶楽部「電脳天使コンパイラFX COMPILER WHITE」（ディレクトリ）

### 吹き替え

#### 担当俳優
グレッグ・グランバーグ
- エイリアス（エリック・ワイス）
- エンド・オブ・ザ・ワールド2014（オーウェン・ストークス）
- HAWAII FIVE-0（ジェフ・モリソン）
- HEROES/ヒーローズ（マット・パークマン）
- HEROES REBORN/ヒーローズ・リボーン（マット・パークマン）
- THE FLASH/フラッシュ（トム・パターソン刑事）
- ベイウォッチ（司会者）

ケイシー・ビッグス
- スタートレック:ディープ・スペース・ナイン（ダマール）
  - シーズン7 #2（ワイコフ・クライ医師）

- PERSON of INTEREST 犯罪予知ユニット シーズン3 #18（ケン・デイビス）

#### 映画
- アーネスト、クリスマスを救え!（ウェイター）
- アイアン・イーグル（ノッチャー〈マイケル・ボーウェン〉）
- アウト・オブ・タウナーズ（エドワード）
- アウト・フォー・ジャスティス（ビニー・マダーノ、キング）※ソフト版
- アウトブレイク（ヘンリー・スワード）※日本テレビ版
- あの子を探して（チャン先生）
- アライバル/侵略者 ※テレビ朝日版
- アラクノフォビア（クリス・コリンズ〈ブライアン・マクナマラ〉）※フジテレビ版
- 暗殺者 ※フジテレビ版
- 怒りの河（レッド）※ソフト版
- いまを生きる（ニール・ペリー〈ロバート・ショーン・レナード〉）※ソフト版
- 依頼人（クリント・フォン・フーザー〈アンソニー・エドワーズ〉）※テレビ朝日版
- イレイザー（マイク、サイレス社の警備員）※日本テレビ版
- インディ・ジョーンズ/魔宮の伝説（チェン〈チュア・カー・ジョー〉、ウェバー〈ダン・エイクロイド〉）※テレビ朝日版
- インディ・ジョーンズ/最後の聖戦（ロスコー〈ブラッドリー・グレッグ〉）※テレビ朝日版
- IN DREAMS/殺意の森（ロスコ看護師）※VHS版
- ヴァイラス（スクィーキー〈ジュリオ・オスカー・メチョソ〉）※ソフト版
- ウェインズ・ワールド2（ジェリー・シーゲル〈ケヴィン・ポラック〉）
- 美しき獲物（デヴィッド・ウィラーマン）
- エスケープ・フロム・L.A.（ビバリーヒルズ公衆衛生局長官〈ブルース・キャンベル〉）※ソフト版
- エドtv（マイケル・ムーア）
- エマニュエル（ロドリゴ〈ジェラール・ディミグリオ〉）※フジテレビ版
- エントラップメント ※テレビ朝日版
- オーシャンズシリーズ（ターク・モロイ〈スコット・カーン〉）
  - オーシャンズ11 ※フジテレビ版
  - オーシャンズ12 ※日本テレビ版
  - オーシャンズ13 ※フジテレビ版
- 俺たち喧嘩スケーター2: 最後のあがき（ロス・レイ〈リーヴ・シュレイバー〉）
- 華氏451（バーナード）※ソフト版
- がんばれ!ベンチウォーマーズ（ブラッド）
- キス★キス★バン★バン（ハンフ）
- キャッチ・ミー・イフ・ユー・キャン（ホテル支配人）
- キャプテン・ブーリーの大冒険（ネイト・ウィリアムソン〈マイケル・オキーフ〉）
- キングコング ※日本テレビ版
- クィーン・コング（男優〈ブライアン・ゴッドフリー〉、機長）
- クイック・チェンジ（強盗〈ジェイミー・シェリダン〉、ジョニー〈スタンリー・トゥッチ〉）
- クォーターバック（バドライト・カミンスキー〈アブラハム・ベンルービ〉）
- グッド・バーガー（トロイ）
- クラッシュ・ダイブ 急速潜航（ウェジャー）※フジテレビ版
- グラディエーター（ハーゲン〈ラルフ・メラー〉）※ソフト版
- クリード チャンプを継ぐ男（リングアナウンサー〈マイケル・バッファー〉）
- クリス・ファーレイはトミーボーイ（ポール・バリッシュ〈ロブ・ロウ〉）
- クリスマスに届いた愛（ジャック・グレンジャー〈ゲイリー・バサラバ〉）
- クリムゾン・タイド ※テレビ朝日版
- クロウ/飛翔伝説（ファンボーイ〈マイケル・マッシー〉）※ソフト版
- クロオビ・キッズ/メガ・マウンテン奪回作戦（甥ビューロー）
- クロコダイル・ダンディー（ネヴィル・ベル）※テレビ朝日版
- 刑事ジョー ママにお手あげ ※フジテレビ版
- 激突!キョンシー小僧VS史上最強のカンフー悪魔軍団（阿男〈マン・ロン〉）
- 激流（レンジャー・ジョニー〈ベンジャミン・ブラット〉）※ソフト版
- ゴースト/ニューヨークの幻（タクシードライバー）※ソフト版
- コーラスライン（ドン）
- 恋人ゲーム（レナード〈ピーター・フレチェット〉）
- 氷の疑惑/ノー・アリバイ（ヴィク〈エリック・ロバーツ〉）
- ゴスフォード・パーク（フレディ・ネスビット〈ジェームズ・ウィルビー〉）
- コブラ（用務員）※TBS版
- コマンドー・レオパルド（ホセ〈トーマス・ダネベルク〉）
- コラテラル（空港の男〈ジェイソン・ステイサム〉）
- コラテラル・ダメージ ※フジテレビ版
- 殺したい女（フィットネスのインストラクター）
- コン・エアー（ウィリー・シムズ麻薬捜査官〈ホセ・ズニーガ〉）※テレビ朝日版
- 最凶家族計画（ジム・トレチャー〈ボブ・オデンカーク〉）
- 最凶女装計画（ヴィンセント・ゴメス〈エディ・ヴェレツ〉）
- サイコ（チャーリー〈ジェームズ・レグロス〉）
- サウス・ボストン（ジョーイ・ウォード〈ジェームズ・カミングス〉）
- ザ・パッケージ/暴かれた陰謀（チンピラ）
- サハラに舞う羽根 ※ソフト版
- ザ・ファントム（ジミー・ウェルズ〈ジョン・テニー〉、スタイルズ）※ソフト版
- ザ・フライ2 二世誕生 ※テレビ朝日版
- ザ・ブリード/NIGHT WORLD（スリック）
- ザ・プレイヤー（デイヴィッド・ケヘイン〈ヴィンセント・ドノフリオ〉）※テレビ朝日版
- サンダー/怒りの復讐
- サンタリア 魔界怨霊
- 3人のゴースト（インストラクター）
- ジェイコブス・ラダー（ロッド〈アンソニー・アレッサンドロ〉）※ソフト版
- ジェニファー8（トラヴィス〈ペリー・ラング〉）
- 地獄の殺人救急車/狙われた金髪の美女（ヒューゴー〈ニック・チンランド〉）
- 7月4日に生まれて（ティミー・バーンズ〈フランク・ホエーリー〉）※テレビ朝日版
- シティ・スリッカーズ（T・R〈ディーン・ハロ〉）※テレビ東京版
- 死の標的 ※フジテレビ版
- シャンハイ・ヌーン（アンドリュース〈ジェイソン・コネリー〉）※ソフト版
- 13日の金曜日 PART8 ジェイソンN.Y.へ（ジム・ミラー）※ソフト版
- 少林キョンシー（白導師バク〈リュー・チャーフィー〉）
- 少林寺木人拳（ウェン〈ミャオ・ティエン〉）※ブロードウェイ版
- ジョン・キャンディの大進撃（チャールズ・ジャッカル〈ジェームズ・ベルーシ〉）
- 死霊のはらわた 最・終・章（レオ・フィリップ〈デヴリン・バートン〉）
- 仁義なき抗争（チアン〈ユク・キーロウ〉）
- 新・桃太郎3/聖魔大戦（酒場の主人）
- シン・レッド・ライン（バンド〈ポール・グリーソン〉）
- スーパーマリオ 魔界帝国の女神（サイモン巡査部長〈ドン・レイク〉、リポーター#2〈パット・ノーデイ〉）※ソフト版、（トード〈モジョ・ニクソン〉）※日本テレビ版
- スター・ウォーズ エピソード4/新たなる希望（タンブリス中尉）※ソフト版
- スター・ウォーズ エピソード6/ジェダイの帰還 ※ソフト版
- スターダスト・メモリー（役者〈ダニエル・スターン〉）
- スタートレックII カーンの逆襲 ※日本テレビ版
- スタートレック ファーストコンタクト（ホーク〈ニール・マクドノー〉）
- ストーン・コールド（ツール）
- スフィア
- スリーメン&リトルレディ ※日本テレビ版
- スリー・リバーズ ※ソフト版
- S.W.A.T.（マイケル・ボクサー〈ブライアン・ヴァン・ホルト〉）※ソフト版
- 生存者（ロバート・ドナー〈グレン・モーシャワー〉）
- 絶体×絶命 ※テレビ朝日版
- 卒業白書（グレン〈ラファエル・スバージ〉）
- ソルジャー ※フジテレビ版
- ソルジャー・ボーイズ（ラム〈デヴィッド・バリー・グレイ〉）
- ダーティ・ダンシング（ロビー・グールド〈マックス・カンター〉）※フジテレビ版
- ダーティハリー4（ホーキンス）
- ダーティファイター（スカイラー）
- ダーティ・ボーイズ（コール）
- ターナー&フーチ/すてきな相棒（フェラディ）※機内上映版
- ターミナル・ベロシティ ※テレビ朝日版
- ダイ・ハード2（テルフォード、トンプソン 他）※テレビ朝日版、（ミラー〈ヴォンディ・カーティス＝ホール〉）※フジテレビ版
- ダイ・ハード3（操舵手、ギャング、地下鉄警官、警官2、ガード1、ヤニ）※テレビ朝日版、（リトル、タクシードライバー）※フジテレビ版
- ダイヤルM（ノーラン）※ソフト版
- 007シリーズ
  - 007/リビング・デイライツ（スタッグ軍曹）※TBS版
  - 007/消されたライセンス（ダリオ〈ベニチオ・デル・トロ〉）※TBS版、（ペレス）※VHS版
  - 007/ゴールドフィンガー（キッシュ）※ソフト版
  - 007 トゥモロー・ネバー・ダイ（兵装士官）※テレビ朝日版、（アシスタント）※フジテレビ版
- ダブル・ジョパディー（カール・カラザース）※ソフト版
- ダンシング・ヒーロー（ウェイン・バーンズ）
- ダンテズ・ピーク ※テレビ朝日版
- チェリー2000（グルグル・クラブの弁護士〈ローレンス・フィッシュバーン〉、ジム・スキート）
- ツイン・ドラゴン（警部〈デヴィッド・チャン〉）※フジテレビ版
- 月の輝く夜に（エディ）※JAL機内上映版
- デーヴ（アーノルド・シュワルツェネッガー、ラリー・キング）※ソフト版
- デーモン・ナイト（切り裂き魔〈ジョン・ラロケット〉）
- デアデビル ※ソフト版
- デイズ・オブ・サンダー（ラス・ウィーラー〈ケイリー・エルウィス〉）※TBS版
- デイビー・クロケット/鹿皮服の男（ブルーノ）
- ティファニーで朝食を（マイク）※ソフト版
- テックス（ボブ・コリンズ）
- テニス靴をはいたコンピューター（マイルズ・ミラー、チリー・ウォルシュ）
- デビルスピーク（ジョジョ〈ルーイー・グラヴァンス〉）
- デューン/砂の惑星（少年）※テレビ朝日版
- デルタフォース2
- DENGEKI 電撃 ※日本テレビ版
- 天才チンパンジー ジャック/スケートボードに挑戦（スキナー監督〈グレイグ・マーチ〉）
- トーク・レディオ ※TBS版
- トゥルーマン・ショー（ローレンス〈ピーター・クラウス〉）※ソフト版
- トゥルー・ロマンス（ニッキー・ダイムス〈クリス・ペン〉）※ソフト版
- ドク・ハリウッド ※テレビ朝日版
- トップガン（通信兵）※フジテレビ版
- 友は風の彼方に（ジョー）
- ドリームチャイルド（ハーグリーブス、記者）※テレビ朝日版
- トワイライトゾーン最終章/ロッド・サーリング・スペシャル（ジェームズ〈ゲイリー・コール〉）
- ナチュラル・ボーン・キラーズ（デヴィッド〈エヴァン・ハンドラー〉）
- ナッシング・トゥ・ルーズ（アラン）
- NAM 地獄の突破口（アルベルト・ルイス二等兵〈ラモン・フランコ〉）
- ナバロンの要塞（スピロ・パパディモス一等兵〈ジェイムズ・ダレン〉）※TBS版
- ナタリー（マーカス〈フランソワ・ダミアン〉）
- ネゴシエーター（アール〈ドナル・ローグ〉）※テレビ朝日版
- ネットフォース（ジョン・ハワード〈スターリング・メイサー〉）※ソフト版
- ネメシス（マリッツ〈ブライオン・ジェームズ〉）
- ノー・エスケイプ ※ソフト版
- ノーマンズ・ランド ※テレビ東京版
- ノンストップ・ガール（チッキー〈ウッド・ハリス〉、テリー〈ディラン・ベイカー〉）
- バーティカル・リミット（ブライアン・マキ）※テレビ朝日版
- ハートブルー ※日本テレビ版
- ハートブレイク・リッジ 勝利の戦場（プロファイル〈トム・ヴィラード〉）※TBS版
- バイオニック・ジェミー 蘇った地上最強の美女（トム・ブルーベイカー）
- バイカーボーイズ（ジェローム〈キース・ダイアモンド〉）
- ハウリングII（ベン・ホワイト〈レブ・ブラウン〉）
- 裸の銃を持つ男 ※テレビ朝日版
- バック・トゥ・ザ・フューチャーシリーズ
  - バック・トゥ・ザ・フューチャー（スキンヘッド）※ソフト版
  - バック・トゥ・ザ・フューチャー PART2（ニードルス、スキンヘッド）※ソフト版
  - バック・トゥ・ザ・フューチャー PART3（ビュフォードのギャング仲間2、ニードルス）※ソフト版
- パッセンジャー57（ダグラス）※ソフト版
- バットマン フォーエヴァー（銀行の守衛〈ジョー・グリファシ〉）※テレビ朝日版
- 800万の死にざま
- ハドソン・ホーク（スニッカーズ〈ドン・ハーヴェイ〉）※ソフト版
- パトリオット・ゲーム ※テレビ朝日版
- バトル・オブ・ロサンゼルス（ニューマン〈ジェラルド・ウェブ〉）
- バトルランナー（フィル〈ロジャー・バンパス〉）※ソフト版
- バニシング・レッド（マイケル・アグノス〈マット・バタグリア〉）※VHS版
- バニラ・スカイ（アーロン〈マイケル・シャノン〉）
- ハネムーン・イン・ベガス（エディ・ウォン〈キーオン・ヤング〉）
- ハロウィンII（ランディ〈ジョナサン・プリンス〉）
- ハロウィン4 ブギーマン復活（トミー・ドイル、ピアース保安官代理）※VHS版
- ピースキーパー（マックスウェル〈ラリー・デイ〉）※テレビ朝日版
- ピースメーカー（サンティアゴ）※ソフト版
- ピノキオ（ブーカ）
- 百一夜（シルヴェストル〈クリスチャン・ブイエ〉）
- ビューティフル・マインド
- 評決のとき※フジテレビ版
- 1492 コロンブス（ディエゴ・コロンブス〈フアン・ディエゴ・ボット〉、ジャコモ）※ソフト版
- フェイス/オフ（バーク・ヒックス〈トーマス・ジェーン〉）※フジテレビ版、テレビ朝日旧版、テレビ朝日新録版
- フォーリング・ダウン ※テレビ朝日版
- フォレスト・ガンプ/一期一会 ※フジテレビ版
- ブギーナイツ（ジェローム〈マイケル・ジェイス〉）
- プライベート・ライアン（トラスク〈イアン・ポーター〉）※ソフト版
- ブラック・ドッグ（ジム）※ソフト版
- ブラック・ナイト（デニス）
- プラトーン（バニー〈ケヴィン・ディロン〉）※テレビ朝日版
- ブルージーン・コップ（プレース〈パウロ・トーシャ〉）※日本テレビ版
- ブルー・ストリーク（ベニー〈ロバート・ミランダ〉）
- プレイバック（ジャスパー〈ドミニク・グールド〉）
- ブレイブハート（ロバート・ザ・ブルース〈アンガス・マクファーデン〉）※ソフト版
- ベスト・キッド2（ジョニー・ロレンス〈ウィリアム・ザブカ〉）※ソフト版
- 変身パワーズ（ボーマン〈ブレント・スパイナー〉）
- ヘンリー・フール（デン〈ジェームズ・サイトウ〉）
- ホーム・アローン（デヴェロー巡査、男優）※フジテレビ版
- ボーン・コレクター（スティーブ〈ボビー・カナヴェイル〉）※ソフト版
- 星に想いを（ビル・ライリー〈グレッグ・ジャーマン〉）
- ホット・ショット（ピート・トンプソン〈ウィリアム・オリアリー〉）※テレビ朝日版
- ホット・ショット2 ※テレビ朝日版
- ホワイト・インフェルノ2（マルティン・ボーゼ〈フリッツ・カール〉）
- マネー・ピット（イーサン）※TBS版
- マネキン2（アーノルド/兵士）※VHS版
- ミッション:インポッシブル2（ウルリック〈ドミニク・パーセル〉）※ソフト版
- M:i:III（エージェント・ピート〈ホセ・ズニーガ〉）※フジテレビ版
- ミルク・マネー（キャッシュ〈ケイシー・シーマツコ〉）
- メンフィス・ベル（フィル〈D・B・スウィーニー〉）※WOWOW版
- モーリス（アーチー・ロンドン）※テレビ東京版
- 目撃者（ジェームズ・ハーセル）
- 野獣捜査線
- ヤングガン2（カーライル〈ロバート・ネッパー〉）※フジテレビ版
- ユー・ガット・メール（スターバックスの客）※フジテレビ版
- 誘惑の接吻（ハンク・エルクランナー〈マイケル・グレイアイス〉）
- ユニバーサル・ソルジャーII（マルチネス / GR81〈ケヴィン・ラシュトン〉）
- 48時間 ※日本テレビ新録版
- ラスト・キャッスル（エンリケス〈マイケル・アービー〉）
- ラストデイズ（ジョー・ランバート〈ジョン・パッチ〉、マイケル・ヴァルデズ、ハリントン少将）
- ラベジャー（ラザラス）
- ランダウン ロッキング・ザ・アマゾン（ジミー・コッゲシェル、クラブオーナー〈アーノルド・シュワルツェネッガー〉）※ソフト版
- リチャード・ニクソン暗殺を企てた男（ボニー・シモンズ〈ドン・チードル〉）
- リトル★ニッキー（カシウス〈タイニー・リスター・Jr.〉）
- レインメーカー（クリフ・ライカー〈アンドリュー・シュー〉、ビリー・ポーター〈ランディ・トラヴィス〉）
- レクイエム（トニー〈トニー・スキエーナ〉）
- レッド・スコルピオン ※日本テレビ版
- レッド・ドラゴン/新・怒りの鉄拳（フェイ）※ソフト版
- レディホーク ※テレビ朝日版
- RONIN ※ソフト版
- ロール・バウンス（ジョニー・フィールグッド〈ウェイン・ブレイディ〉）
- ロケッティア ※テレビ朝日版
- ロッキー4/炎の友情 ※TBS版
- ロッキー5/最後のドラマ（トミー・“ザ”マシン・ガン〈トミー・モリソン〉）※日本テレビ版
- ロッキー・ザ・ファイナル（リングアナウンサー〈マイケル・バッファー〉）
- ロボコップ（キニー）※テレビ朝日版
- ロボコップ2（タク・アキタ〈ツィ・マー〉）※20世紀フォックス版
- ロボコップ3 ※ソフト版、テレビ東京版
- ロミオとジュリエット ※テレビ東京版
- ロング・エンゲージメント（ブノワ・ノートルダム〈クロヴィス・コルニアック〉）
- 101 ※ソフト版

#### ドラマ
- アニマル・レスキュー・キッズ（バウワー）
- アルフ（ベン）
- イ・サン
- ウルトラマンパワード（ヘリのパイロット）
- X-ファイル ※ソフト版
  - シーズン1 第7話「機械の中のゴースト」（ジェリー・ラマナ〈ウェイン・デュヴァル〉）
  - シーズン1 第8話「氷」（デニー・マーフィー博士）
  - シーズン3 第5話「名簿」（サロム〈ボキーム・ウッドバイン〉）
  - シーズン6 第4話、第5話「ドリームランド」（ジェフ・スマッジ）
- NCIS 〜ネイビー犯罪捜査班（バド・ロバーツ海軍少佐〈パトリック・ラビオートー〉）※ソフト版
- NYPDブルー（バース警部〈ラリー・ジョシュア〉）
- F.B.EYE!! 相棒犬リーと女性捜査官スーの感動!事件簿 #19（チューナー連邦保安官）、#20（ケヴィン・ダフマン）
- L.A.ロー 七人の弁護士（ダニエル・モラレス〈エイ・マルティネス〉）
- カリフォルニア・ドリーム（ムーキー〈エディ・パグリアロ〉）
- 恐竜家族（デッカー）
- クリミナル・マインド FBI行動分析課（ジェス・メイナー）
  - クリミナル・マインド4 FBI行動分析課（ダン・マーフィー）
  - クリミナル・マインド6 FBI行動分析課（ドン・チェンバレン、ピーター・ヘンリー）
- クレオパトラ2525 ベイリーの逆襲（クイント）
- 刑事ナッシュ・ブリッジス シーズン2 #4（ケニー・カー）
- ザ・コミッシュ（エンリコ・カルーソ巡査〈ニコラス・リー〉）
- 三国志（李典、曹休、苟安、董允）※NHK-BS2版
- CSI:マイアミ（ジェフェリー・ダグラス）
- CSI:マイアミ2（ジェフ・レーサム）
- シャーロック・ホームズの冒険 バスカビル家の犬（ボーイ）
- 13日の金曜日（ライアン・ダリオン〈ジョン・D・ルメイ〉）
- 新スーパーマン（ラリー・スマイリー〈マック・デービス〉）
- 新スタートレック（トロイの父〈エイミック・バイラム〉）
- 新ビバリーヒルズ青春白書（オマール・シラジ、ナヴィド・シラジ）
- スーパーナチュラル シーズン8（クリス・ヒンクリー）
- スターゲイト SG-1（バート・サミュエルズ〈ロバート・ウィスデン〉）
- スタートレック:ヴォイジャー（ホーガン〈サイモン・ビリッグ〉）
- 第一容疑者5 死のゲーム（ミッキー・トーマス）
- たどりつけばアラスカ（デービッド）
- チェオクの剣（ヤン・ジノ）
- 超音速攻撃ヘリ エアーウルフ シーズン2 #4・5（エヴェレット）
- 超音速ヒーロー ザ・フラッシュ（ウィスパー〈ケン・フォリー〉）※日本テレビ版
- デスパレートな妻たち5
- Dr.マーク・スローン（マイケル・デービス）
- どこかでなにかがミステリー（ジェレミー）
- 特攻野郎Aチーム（ケロー）
  - シーズン2 #12（トム・チェン）
  - シーズン4 #8（ギルバート）、#16（キッド）
- ナイトライダー
- NIKITA / ニキータ
- 犯罪捜査官ネイビーファイル（バド・ロバーツ海軍大尉〈パトリック・ラビオートー〉）
- バンド・オブ・ブラザース
- V.I.P.（ジョン・サリー）
- 100万ドルを取り返せ!（チャールズ）
- ヒルストリート・ブルース シーズン6 #2・3（トレントン・ムーア）、#3（マット・ギースリー）
- ファミリータイズ シーズン3 #12（ドン・カルザース）
- フェリシティの青春（エディ〈ドナル・ローグ〉）
- 4400 未知からの生還者（ゲイリー・ナバロ〈シャリフ・アトキンス〉）
- フリッパー シーズン1（ウォルター）
- フルハウス（ボブ〈グレン・モーシャワー〉、男）
- フレンズ（ボブ〈ヴィンセント・ベントレスカ〉）
- ボーイ・ミーツ・ワールド（ジョナサン〈デイビット・パッカー〉）
- BONES シーズン3（チップ・バーネット〈トーマス・F・ウィルソン〉）
- 冒険野郎マクガイバー シーズン1 #14（ハリソン）、#19（アンディ・エリス）
- ミステリー・グースバンプス（マートン氏〈ハワード・フーバー〉）
- ミステリアスアイランド（ネブ〈アンディ・マーシャル〉）
- 名探偵モンク6（リングアナウンサー）
- メントーズ〜世界の偉人たちからのメッセージ〜
- ヤングライダーズ シーズン1 #17（ライト）
- リュック・ベッソン ノーリミット
- ロズウェル - 星の恋人たち（モス捜査官〈ロバート・ニアリー〉）
- LOST（エメカ〈ハキーム・ケイ＝カジーム〉）

#### アニメ
- アイドル忍者タートルズ（ドナテロ）
- アンティーク・アニメ・コレクションシリーズ
  - アヴェリー・バラエティ ねむいウサギ狩り
  - ダフィー・ダック
  - ポーキー・ピッグ
  - メリー・メロディーズ
- コアラ・ブラザーズ（サミー）
- ザ・シンプソンズ（コマーシャルのナレーション、派遣歌手）
- 新くまのプーさん（デクスター）
- スヌーピー（チャーリー・ブラウン）
  - アイ・ラブ・スヌーピー
  - スヌーピーの大冒険 ※CBS/FOXビデオ版・テレビ放映版
  - チャーリー・ブラウンの大勝負 ※CIC・ビクタービデオ版・テレビ放映版
  - スヌーピーとチャーリー・ブラウン ヨーロッパの旅 ※CIC・ビクタービデオ版・テレビ放映版
- タンタンの冒険（バグジー、ヒンメルゼック）
- バットマン
- バットマン・ザ・フューチャー（パクストン・パワーズ）
- ピンクパンサー（ピンクの車、男、ピンクシュタイン 他）
- マジック・スクール・バス（ラリー）
- ライオン・キングのティモンとプンバァ（バーソロミュー）
- リトル・マーメイド
- リブート（海賊）※フジテレビ版
- ルーニー・テューンズ（エルビス、リーダー犬）

### 映画
- 欲情させられた女（1986年、ミリオンフィルム）
- 美味しい女たち（1987年、日活） - 作曲家 役
- 帝都物語（1988年、東宝） - 声の出演

### オリジナルビデオ
- ギニーピッグ4 ピーターの悪魔の女医さん（1986年、オレンジビデオハウス） - 人面疽の声、先天性笑死千万病 役

### ボイスオーバー
- 地球ドラマチック（NHK教育）
  - 「何が恐竜を殺したか?」（2004年）
- ナチスのオカルト信仰（ディスカバリーチャンネル）
- BS世界のドキュメンタリー（NHK-BS1）

### その他コンテンツ
- なんでもQ（サルの歌舞伎役者）
- フードバトルクラブ（リングアナ）
- ラスタとんねるず'94（「GIANT SHOWGI」リングアナ）